# Paccha Duchicela
Paccha Duchicela (aprox. 1485-1525), foi uma consorte do Império Inca pelo casamento com o Imperador inca Huayna Capac (1493-1527). Ela tem sido apontada como a mãe de Atahualpa.

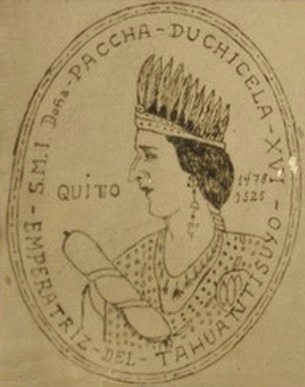
Paccha Duchicela

Paccha Duchicela era filha do Puruhá chefe de Cacha Duchicela de Quito, no Equador. Ela era o herdeira do trono de seu pai, e quando Quito tornou-se vassalo do Império Inca, ela casou-se com o imperador Inca. O seu direito ao trono de Quito foi assim transferido para a dinastia real Inca. É relatado que ela deve ter tido quatro filhos do Inca, mas que ela era a mãe de Atahualpa, ainda não é confirmado.